# فرودگاه کلزادا لارگا
فرودگاه کلزادا لارگا (به انگلیسی: Calzada Larga Airport) یک فرودگاه همگانی است که یک باند فرود آسفالت دارد و طول باند آن ۱۱۹۱ متر است. این فرودگاه در کشور پاناما قرار دارد .